# Francisco Rhédey
Conde Francisco Rhédey de Kisrhéde (en húngaro: Rhédey Ferenc) (Nagyvárad, Transilvania, 1610 – Huszt, Ucrania, 13 de mayo de 1667). Noble húngaro, Príncipe de Transilvania desde el 2 de noviembre de 1657 hasta el 9 de enero de 1658.

## Biografía
Rhédey nació cerca de 1610 como hijo del capitán de Várad Francisco Rhédey de Kisrhéde y de su esposa Kata Károlyi de Nagykároly. Como un noble de alto rango sirvió en el ejército transilvano durante varios años como subcomandante al servicio del Príncipe Jorge Rákóczi II.
Francisco Rhédey fue elegido Príncipe de Transilvania por un breve tiempo mientras Jorge Rákóczi se encontraba en Polonia en una campaña militar para obtener el trono de esa nación. De esta forma, muy disgustado, el Gran Visir de Buda, Mehmed Köprülü obligó a la Gran Asamblea a elegir a Ákos Barcsay y a Francisco Rhédey gobernadores de Transilvania y a desconocer a Rákóczi, quien no había pedido autorización del sultán para iniciar el movimiento militar. Pronto fue elegido oficialmente Rhédey como Príncipe transilvano el 2 de noviembre de 1657, pero el 9 de enero de 1658 renunció en favor de Jorge Rákóczi II.
El 13 de enero de 1659 Rhédey y su familia obtuvieron el título de conde de manos del emperador germánico y rey húngaro Leopoldo I de Habsburgo. Posteriormente fue miembro del Gran Consejo durante el gobierno del Príncipe Miguel Apafi I. Murió el 13 de mayo de 1667.
| Predecesor: Jorge Rákóczi II | Príncipe de Transilvania 1657-1658 | Sucesor: Ákos Barcsay |